# Peter Gabriel (1978)
| Recensione | Giudizio |
| ---------- | -------- |
| All Music  |          |

Peter Gabriel è il secondo album di Peter Gabriel da solista.
Con questo album Gabriel torna a sonorità simili a quelle dei Genesis, ma con nuove sperimentazioni.

## Il disco
Come il precedente l'album è senza titolo. Sulla sua copertina compare solo il nome e una foto di Peter Gabriel lacerata da alcuni graffi che Gabriel stesso sembra procurare all'immagine "da dentro". Da qui, il titolo "scratch" con cui l'album è anche noto.

## Curiosità
Nell'edizione in vinile, l'incisione del brano conclusivo del primo lato (White Shadow) prosegue anche sui solchi a spirale che chiudono il disco,  ed anche sul cerchio terminale. La nota d'organo che chiude il pezzo,  pertanto,  persiste indefinitamente finché l'ascoltatore non provvede ad alzare il braccio del giradischi dal solco.

## Tracce
1. On the air – 5:28
2. D.I.Y. (Do It Yourself) – 2:38
3. Mother of violence – 3:22
4. A wonderful day in a one-way world – 3:35
5. White shadow – 5:18
6. Indigo – 3:33
7. Animal magic – 3:29
8. Exposure – 4:17
9. Flotsam and Jetsam – 2:22
10. Perspective – 3:28
11. Home sweet home – 4:39

## Formazione
- Peter Gabriel - voce, pianoforte, sintetizzatore, organo Hammond
- Sid McGinnis - chitarra acustica, mandolino, chitarra elettrica, slide guitar
- Jerry Marotta - batteria, percussioni
- Todd Cochran - tastiera
- Tony Levin - basso
- Larry Fast - sintetizzatore
- Roy Bittan - tastiera, programmazione
- Robert Fripp - chitarra acustica, chitarra elettrica
- Tim Cappello - sax